# Корсіко
Корсіко (італ. Corsico) — муніципалітет в Італії, у регіоні Ломбардія,  метрополійне місто Мілан.
Корсіко розташоване на відстані близько 480 км на північний захід від Рима, 7 км на південний захід від Мілана.
Населення — 35 233 особи (2014).

## Демографія
Населення за роками:

Станом на 1 січня 2023 року в муніципалітеті офіційно проживало 6096 іноземців з 104 країн, серед них 1010 громадян країн Євросоюзу та 305 громадян України.

## Сусідні муніципалітети
- Буччинаско
- Чезано-Босконе
- Мілан
- Треццано-суль-Навільйо